# Ole Højlund
Ole Højlund Pedersen (né le 17 février 1943 à Aarhus) est un coureur cycliste danois des années 1960.

## Biographie
Ole Højlund naît le 17 février 1943 à Aarhus au Danemark.
En 1964, il devient champion du monde du contre-la-montre par équipes, en compagnie de plusieurs compatriotes. Il participe également aux Jeux olympiques de 1964 et de 1968 avec la sélection danoise.

## Palmarès
- 1964[1]
  - Champion des Pays nordiques du contre-la-montre par équipes[n 1]
  -  Champion du Danemark du contre-la-montre par équipes
  - Fyen Rundt
- 1965
  - Champion des Pays nordiques sur route
  - Champion des Pays nordiques du contre-la-montre par équipes[n 2]
  -  Champion du Danemark du contre-la-montre par équipes
  - 5e étape des Six Jours de Suède
  - 9e et 12e étapes du Tour de l'Avenir
- 1966
  -  Champion du monde du contre-la-montre par équipes (avec Verner Blaudzun, Fleming Wisborg et Jørgen Hansen)
- 1967
  - 2e du championnat des Pays nordiques du contre-la-montre par équipes
- 1968
  - 12e étape de la Course de la Paix
  - 5e de la Course de la Paix